# Fuxianhuia protensa
La fuxianhuia (Fuxianhuia protensa) è un artropode estinto, vissuto nel Cambriano inferiore (circa 520 milioni di anni fa). I suoi resti sono stati rinvenuti nel ben noto giacimento di Maotianshan, in Cina.

## Descrizione
Questo animale, lungo circa tre centimetri, è noto attraverso numerosi fossili; tuttavia la sua morfologia non è ancora ben identificata dagli studiosi. In particolare, le sue appendici cefaliche hanno creato varie controversie riguardo alla questione dell'evoluzione degli artropodi.
La parte anteriore della fuxianhuia consiste di una sclerite ovale, dalla quale si dipartivano due occhi posti su peduncoli. Appena dietro la sclerite, lo scudo cefalico propriamente detto sosteneva tre paia di robuste antenne. Chen et al. (1995) descrissero la presenza di ulteriori dodici appendici cefaliche, ma la natura estremamente indistinta dei fossili non permette di capire se queste ultime fossero appendici a tutti gli effetti. Alcuni studiosi, in realtà, ritengono che tali strutture non fossero appendici ma diverticoli intestinali (Waloszek et al., 2005), un'interpretazione che però non è accettata universalmente. Nella parte ventrale, la fuxianhuia possedeva una grande placca, che viene considerata come un ipostoma.
Lo scudo cefalico sovrastava una serie di 12-17 placche, note come tergiti, che terminavano in una serie di segmenti toracici dotati di zampe. Queste ultime erano semplici e consistevano in un arto biramato (branchie sottili e robusti arti ambulacrali). Sembra che vi fossero due o tre paia di zampe per ogni tergite. Dietro il torace vi era una regione addominale più stretta, consistente in quattordici tergiti sprovviste di appendici. L'addome terminava in una coda (telson) allungata e a forma di spina.

## Classificazione
La fuxianhuia è stata descritta per la prima volta nel 1987 da Hou sulla base di resti incompleti. La sua vera natura di artropode primitivo è apparsa chiara solo quando vennero scoperti i dettagli della regione cefalica e delle zampe, dalle caratteristiche estremamente primitive (Hou et al., 1997). Analisi cladistiche hanno mostrato che questo animale potrebbe essere un rappresentante primitivo dei chelicerati (Wills, 1996). La presenza di una sclerite anteriore sulla quale erano posizionati gli occhi suggerirebbe la presenza di una struttura distinta (protostomium) sulla testa di questo animale.

## Possibili parentele
Questo animale non era un artropodo di forma unica; altri due generi provenienti dallo stesso giacimento, Chengjiangocaris e Shankouia, potrebbero essere strettamente imparentati alla fuxianhuia, anche se alcune caratteristiche (ad esempio le zampe) li differenziano. Una parentela è stata proposta anche con Canadaspis, proveniente da Burgess Shale.